# John Cheever
John William Cheever, född 27 maj 1912 i Quincy, Massachusetts, död 18 juni 1982 i Ossining, New York, var en amerikansk författare. Han är speciellt känd för sina noveller som ofta skildrar medelklassen i villaförstäderna, och Cheever brukar kallas en amerikansk motsvarighet till Anton Tjechov.
Han relegerades från college vid 17 års ålder. Han arbetade senare som manuskriptförfattare åt MGM och under andra världskriget tjänstgjorde han fyra år i armén.

### Utgivet på svenska
- Vårt korta liv 1967
- En amerikansk skandal 1969
- Villastaden 1970
- Falconer 1978
- Återföreningen och andra noveller 1983
- Vilket paradis! 1984

## Priser och utmärkelser
- Pulitzerpriset för skönlitteratur 1979 för The Stories of John Cheever